# Vimianzo
Vimianzo es un municipio de España, perteneciente a la provincia de La Coruña, en la comunidad autónoma de Galicia.
Vimianzo linda al norte con los municipios de Camariñas y Lage y con el océano Atlántico en un pequeño saliente. Al este limita con el municipio de Zas, al sur con el municipio de Dumbría y el embalse de A Fervenza, que lo separa del municipio de Mazaricos, y al oeste con el municipio de Mugía.
Forma parte de la comarca de la Tierra de Soneira y de la Costa de la Muerte.
Se puede acceder desde La Coruña por la C-552 hacia Finisterre kilómetro 69. Desde Santiago de Compostela por la C-542 en dirección a Santa Comba y Zas o bien por Negreira, siendo la distancia total desde Santiago de Compostela 65 kilómetros.

## Historia

### Megalitismo

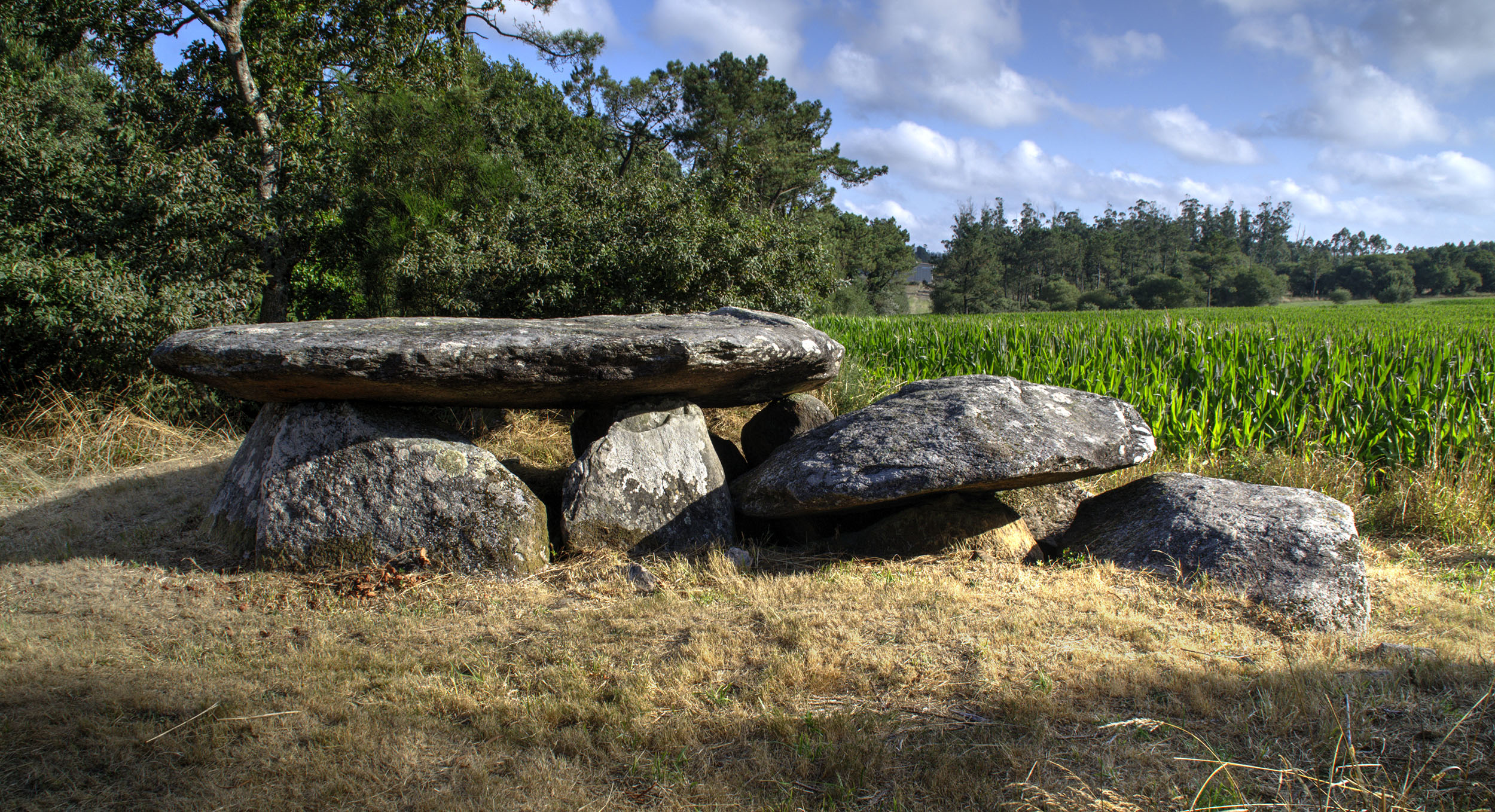
Dolmen de Pedra da Arca.

Vimianzo presenta una gran riqueza en elementos arqueológicos del megalitismo. Destaca como uno de los lugares con mayor concentración de dólmenes y túmulos en toda Galicia. Además, en su territorio se pueden observar algunos de los más singulares y característicos, como Pedra Cuberta donde Georg Leisner localizó las primeras pinturas rupestres en un dolmen del noroeste peninsular. Actualmente se trabaja en la declaración "Parque do Megalitismo" para poner en valor los monumentos y salvaguardarlos (el dolmen de Pedra de Arca ha sufrido daños a pesar de estar protegido, como Bien de Interés Cultural). Una ruta turística se desarrolla por todo el territorio municipal para poder visitar diferentes monumentos prehistóricos:
- A Mina de Recesindes (Carantoña)
- Pedra da Arca (Baíñas)
- Casota de Freáns (Berdoyas)
- Pedra Cuberta (Treos)
- Pedra da Lebre (Serramo)
- Pedra Moura (Treos)
- Arca do Rabós (Baíñas)
- Arquiña de Vilaseco (Castrelo)

### Épocas prerromana y romana

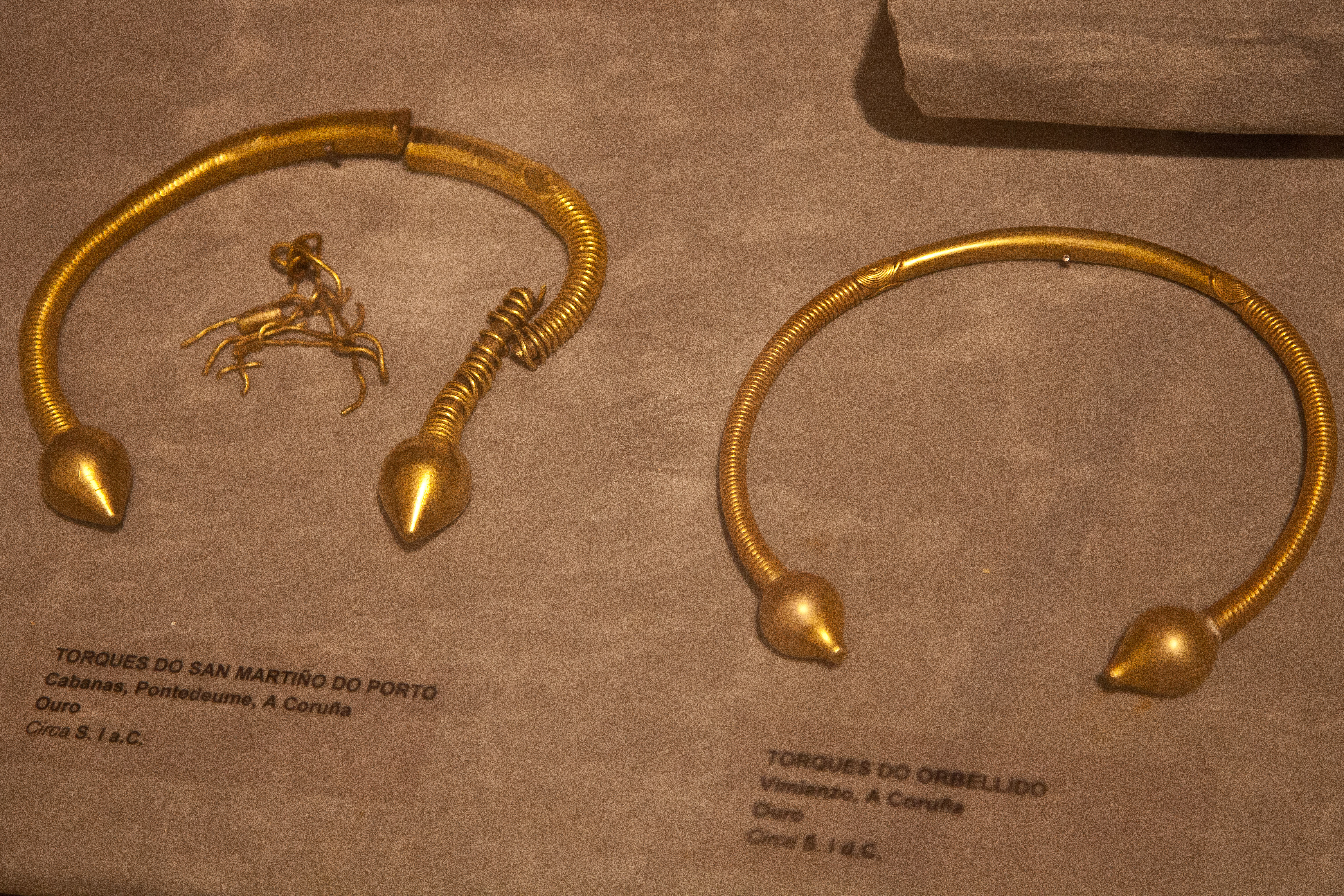
Torques de Orbellido (Baíñas), a la derecha. Actualmente expuesto en el Museo Arqueológico provincial.

En la última década se han descubierto varios grabados de arte rupestre, los más conocidos en la parroquia de Berdoyas: los petroglifos de Boallo y O Pedrouzo.
En cuanto a la cultura galaica prerromana existen diferentes castros en las colinas y valles vimianceses, aunque cabe destacar por su monumentalidad y cuidado el castro de As Barreiras, en la capital municipal. Sobresalen por su altura las murallas que le dan nombre, que en algún punto supera los ocho metros. En 2010 se iniciaron trabajos de excavación arqueológica que han revelado que es del siglo I o II a. C.
La romanización trajo consigo el establecimiento de diferentes villas de explotación agrícola, como la descubierta en Tines, donde también se halló una interesante necrópolis. Además de diferentes tumbas romanas y de época altomedieval, destaca la estela funeraria de Victorinus (actualmente expuesta en el museo arqueológico e histórico de La Coruña —en el Castillo de San Antón—). Se trata de uno de los primeros testimonios de la cristianización en Gallaecia.

### Edades Media y Moderna

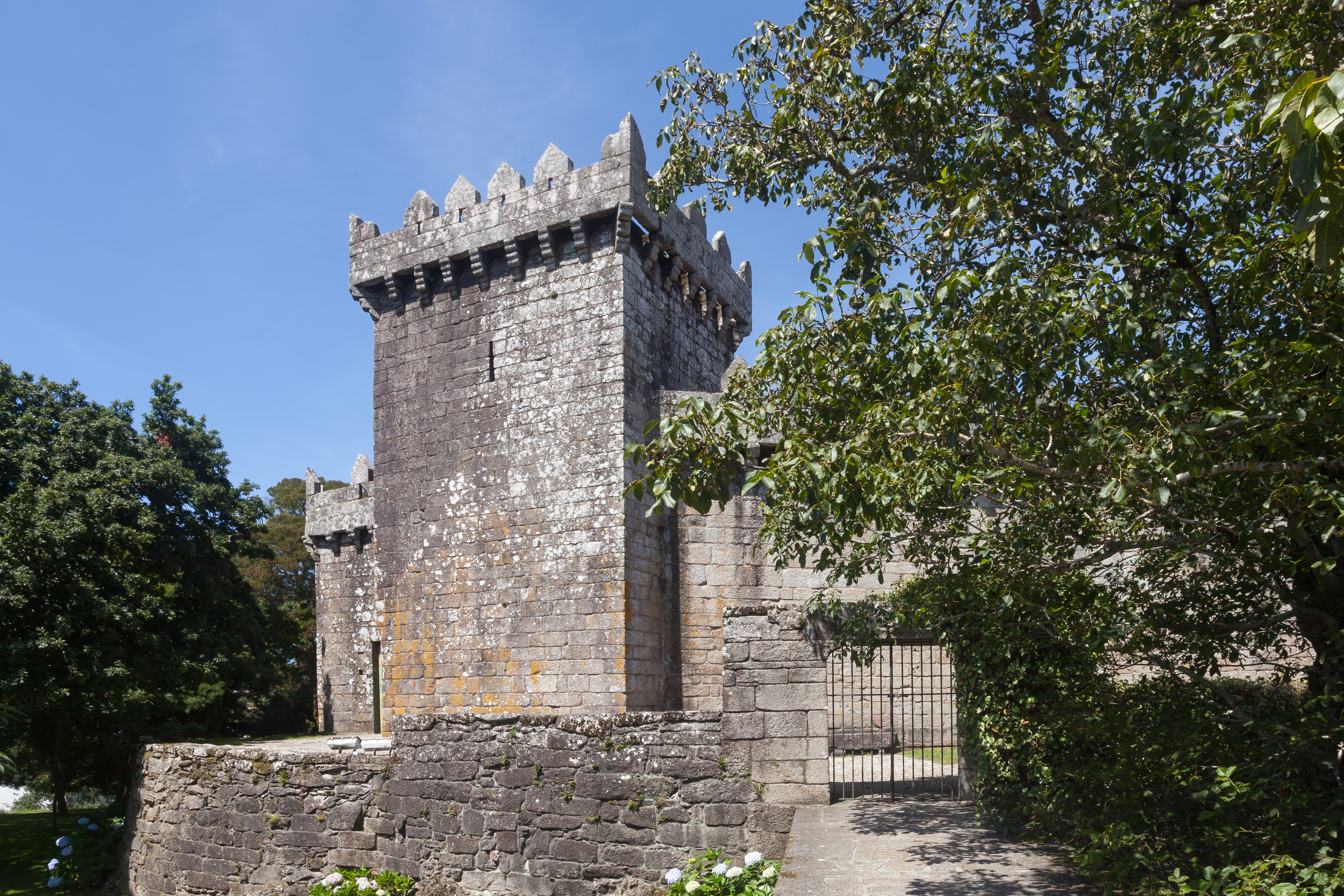
Castillo de Vimianzo.

De la Edad Media destaca el Castillo de Vimianzo, también llamado Torres de Martelo, en honor a sus últimos propietarios.
Se desconoce la fecha de construcción, pero hay registro de su existencia desde el siglo XIII debido a deudas sus propietarios de entonces, los Mariño de Lobeira, para pasar a manos de los Moscosos, primero señores de Altamira y después Condes.
En esta época el castillo fue el centro rector de la zona.
En 1467 las llamadas revueltas irmandiñas, compuestas por campesinos que se alzaron contra el poder feudal, atacaron el castillo y lo derribaron. Una vez aplacada la revuelta, se obligó a los propios campesinos a volver a edificar el castillo, y de esta fecha data la construcción que se alza actualmente. En esa misma década estuvo preso en el castillo el arzobispo Alonso de Fonseca y Acevedo de Santiago de Compostela.

## Parroquias
Parroquias que forman parte del municipio:
- Baíñas (Santo Antoíño).
- Bamiro (San Amedio).
- Berdoyas[7]
- Calo (San Xoán).
- Cambeda (San Xoán).
- Carantoña (San Martín).
- Carnés (San Cristovo).
- Castrelo (San Martiño).
- Cereijo[7]
- Salto (Santa María).
- Serramo (San Sebastián).
- Tines (Santa Baia).
- Treos (San Miguel).
- Vimianzo (San Vicenzo).

## Geografía humana

### Demografía
Cuenta con una población de 6808 habitantes (INE 2024).
| Gráfica de evolución demográfica de Vimianzo entre 1842 y 2021                                                        |
| |
| Población de derecho según los censos de población del INE. Población de hecho según los censos de población del INE. |

Vimianzo es un municipio extenso con 187,27 km² y de población muy dispersa. Así nos indica tanto el número de parroquias (14) como el número de núcleos de población (133), siendo la mayoría pequeños lugares.
La villa de Vimianzo es la capital del municipio y se encuentra más o menos en el centro geográfico del mismo, en un valle recorrido por un afluente del río Grande. Es el núcleo de mayor peso poblacional (casi 2.000 habitantes) y donde se concentran la mayoría de los servicios.
| Año                  | 1900 | 1910 | 1920  | 1930  | 1940  | 1950  | 1960  | 1970  | 1981 | 1991 | 2001 |
| -------------------- | ---- | ---- | ----- | ----- | ----- | ----- | ----- | ----- | ---- | ---- | ---- |
| Población de Hecho   | 8072 | 8637 | 8767  | 9222  | 10131 | 10678 | 9803  | 10170 | 9365 | 8433 | -    |
| Población de Derecho | 9405 | 9769 | 10520 | 11591 | 11361 | 11836 | 10497 | 10408 | 9646 | 9639 | 8542 |
| Hogares              | 2348 | 2248 | 2551  | 2909  | 2856  | 3112  | 2003  | 2203  | 2643 | 2792 | 2515 |

Todos los datos proceden del INE.

## Economía

### Sector primario
Como municipio mayormente rural, los recursos agrícolas y ganaderos tienen gran importancia. Estos están íntimamente relacionados, pues la mayor parte de la producción agrícola está destinada a la alimentación del ganado.
Abundan los grandes campos de hierba, maíz y forraje.
La ganadería es mayormente bovina con 744 explotaciones, le sigue la ovina con 142 explotaciones y 2 explotaciones porcinas.
Principalmente la ganadería bovina está estabulada, por lo que abundan grandes granjas para albergar una gran cantidad de animales.
La mayoría de las granjas están dedicadas a la producción láctea, y las vacas son preferentemente de raza frisona, mientras que la minoría de granjas productoras de carne emplean la raza rubia gallega.
Existe una gran cantidad de recursos agrícolas y ganaderos que se usan para consumo propio, aunque no puede ser considerado un fenómeno de auto existencia, dado que no substituyen a la cesta de la compra, sino que la complementan.
1. Aunque Vimianzo no goce de una gran extensión de costa, cabe mencionar un pequeño sector acuícola, debido a 2 piscifactorías de cuya producción destaca la trucha.

En el sector de la avicultura, hay una granja de gallinas en la parroquia de Baiñas. Por otro lado, en la década de los noventa se han asentado varias granjas de avestruces, de las cuales continúa una en funcionamiento con éxito cerca de la villa de Vimianzo.
También hay un 14 explotaciones de apicultura con unas 200 colmenas. Sin embargo, toda la producción es para autoconsumo.
En el sector minero destacan las minas de CAVISA (Caolines de Vimianzo, S.A.), en la parroquia de Castrelo, que se dedican a la extracción del caolín.
Tiene también una gran importancia el sector forestal, pues Vimianzo cuenta con una gran superficie arbolada. Para la explotación de este recurso hay empresas dedicadas a la tala y transporte de la madera, además de varios aserraderos, concentrados principalmente en Pasarela (Calo). Existen otras empresas relacionadas con el sector y también con relativa importancia, como son: las de limpieza de montes y reforestación.

### Sector secundario
El municipio cuenta con un entramado industrial no sobresaliente, pero si de cierta relevancia.
Destacan las empresas dedicadas a la carpintería del aluminio y el PVC.
En la capital del municipio también está asentada una empresa dedicada al procesado del cuero, cuyo objetivo principal es artículos para la hípica, destacando las sillas para montar.
También tiene una especial relevancia el sector de los suelos pulidos de hormigón, pues numerosas empresas tienen base en Vimianzo.
En el 2007 se inició la construcción de un parque industrial de 330 000 m² para facilitar suelo industrial a las empresas ya establecidas, además de intentar atraer nuevas industrias para dinamizar el municipio.
En el municipio están asentadas varias empresas dedicadas a la generación eléctrica.
La energía se obtiene principalmente de parques eólicos y de un salto de agua en la parroquia de Carantoña.
Además, algunas empresas de la zona se dedican a la instalación de sistemas para el aprovechamiento de las energías renovables. Se puede apreciar en algunas viviendas la instalación de paneles solares para la captación de la radiación solar.

### Sector terciario
A pesar del predominio del rural, Vimianzo cuenta con varios núcleos urbanos, el principal situado en la capital del municipio, y otros menores en Baíñas y en A Piroja (parroquia de Bamiro), en estos se encuentran localizados los servicios del municipio.
El sector hostelero cuenta con gran cantidad de bares, restaurantes, parrilladas y hostales, entre otros.
Con respecto a los servicios de consumo, el municipio cuenta con varios supermercados de conocidas marcas en los núcleos urbanos, además de varias tiendas de ultramarinos salpicadas por su geografía.
Con respecto al resto de tiendas (ropa, calzado, peluquería,…) también se encuentran focalizadas en los núcleos urbanos.
El municipio cuenta, asimismo, con varias casas de turismo rural.
Todos los jueves se realiza un mercado en las principales calles del centro urbano de la villa de Vimianzo.

## Escudo

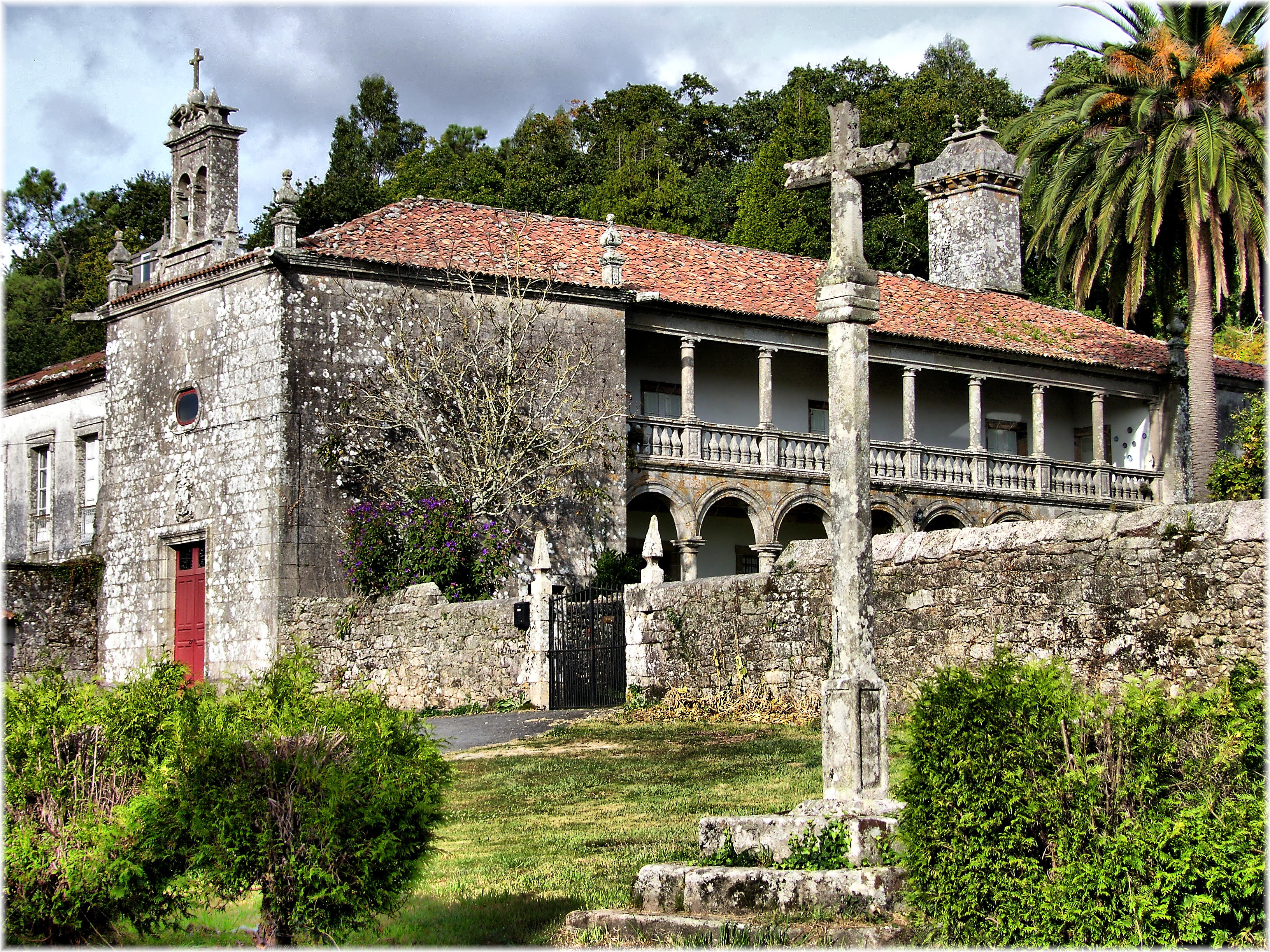
Pazo de Trasariz en Vimianzo

El escudo de Vimianzo, regulado según el Decreto 199/1994, de 30 de septiembre, de la Consejería de Justicia, Interior y Relaciones Laborales (Consejería de Justicia Interior y Relaciones Laborales), cuyo dibujo se encuentra en la cabecera de este artículo, se adjunta la descripción según el decreto:

«de azur, y sobre ondas de azur y plata, un castillo de plata acompañado en el cantón diestro del jefe de una cabeza de lobo de su color, linguada y sangrada de gules. Al timbre, corona real cerrada.»

Los elementos del escudo ponen de relieve la importancia del castillo, centro administrativo, jurídico y rector tanto de Vimianzo como de la mayoría de las parroquias colindantes. La cabeza sangrante de lobo es el emblema de los condes de Altamira, habitantes del castillo.
Las ondas reflejan la importancia del agua y el mar en el municipio.

## Fiestas y eventos

### Asalto ao castelo
Es un festival que se celebra el primer sábado de julio y durante toda la semana previa en los alrededores del castillo de Vimianzo. Actúan principalmente grupos folk. El acto más reseñable,en horas de la noche,es la representación del asalto al castillo por los irmandiños; es una actuación de teatro en la calle cómica-dramática-ficticia, que no pretende ser fiel a la historia.
Los asistentes al evento pueden participar en esta representación, en la marcha hacia el castillo con antorchas, y posteriormente, ya en el foso, en una batalla de globos de agua.
A este evento suelen asistir más de 5000 personas y cada año aumenta el público que desea participar en esta celebración del asalto al castillo de Vimianzo por parte de los irmandiños.En horario de tarde se celebra el "asaltiño" en el cual los niños y niñas son los participantes y similar al asalto nocturno se lanzan globos o bombas de agua entre los 2 bandos ( los irmandiñ@s o campesinos y los señores FEUDALES )

### Faguía de Carnés
Una tradicional fiesta celebrada en torno a la iglesia parroquial de Carnés, el día 9 de julio, víspera de su patrón San Cristóbal (10 de julio). Además de contar con los elementos típicos de una verbena, se celebra una especial fiesta gastronómico-religiosa.
Recordando la antigua costumbre de que el día de San Cristóbal se diese de comer a los pobres que se acercasen al lugar. Cada 9 de julio en un lugar llamado la Cerca se reparten, a bajo precio, raciones de callos (garbanzo, carne de cerdo y ternera) al público asistente.
Hay testimonios de esta fiesta desde mediados del siglo XIX, aunque lo más posible es que date de mediados del siglo XVIII.
Es una fiesta muy popular y de gran asistencia de público.

### Rapa das bestas
Uno de los principales acontecimientos de la zona y de los que más público congrega, se realiza a mediados de julio en el Campo de A Areosa (Valiña – Vimianzo), organizado por la Asociación Cabalar y Cultural Monte Faro. La rapa consiste en cortar las crines a los caballos jóvenes y marcarlos con la seña de cada propietario. Se sigue haciendo a la manera tradicional, bajando todos los caballos salvajes del monte a un curro, y después los aloitadores (mozos que se enfrentarán a los caballos) por cuadrillas, entran en el curro derriban al caballo cortan la crin y lo marcan. Una vez acabada la tarea se hace una comida multitudinaria. Además, durante todo el día se hacen exhibiciones equinas, produciéndose una de las mayores concentraciones ecuestres de la zona.

### Fiestas del verano
Son las fiestas principales de la villa. Se desarrollan el primer o segundo fin de semana de agosto en las calles del centro de Vimianzo.

### Fray Diego de Cádiz
Se celebraba en Trasouteiro (Vimianzo) el tercer fin de semana de marzo, el más cercano al día del Beato Fray Diego de Cádiz (24 de marzo). Consistió en una verbena en torno a la capilla del Beato. Además, el sábado se realizaba la bajada de carrilanas, que consiste en descender desde lo alto del monte de Trasouterio hasta las cercanías de la capilla en vehículos artesanales sin motor, hechos principalmente de madera (las ruedas y los ejes deben ser obligatoriamente de madera). En la competición se hacen tres bajadas:
- la primera contrarreloj: donde cada carrilana baja sola y se cronometra su tiempo.
- la segunda carrera conjunta: todas las carrilanas bajan al mismo tiempo.
- y la tercera: bajada de carrilanas de exhibición, donde se premia la originalidad, complejidad y belleza de la artesanía de los vehículos.
- La última edición fue la número 25 en el año 2016, la primera edición fue en el año 1992 del siglo XX.

### Mercado semanal
Todos los jueves por las principales calle de la villa de Vimianzo (Calles Antonio Vázquez Mouzo, Candil, Vilar, Rodríguez Castelao y la plaza del Ayuntamiento). Los productos que se ofrecen son variados como el calzado, ropa, embutido, fruta, aperos de labranza…

### Momento importantes
apertura de la farmacia lema en Vimianzo